# Bắc Bling
"Bắc Bling" (tên đầy đủ là "Bắc Bling (Bắc Ninh)") là một bài hát của nữ ca sĩ người Việt Nam Hòa Minzy hợp tác với nghệ sĩ hài người Việt Nam Xuân Hinh và nhạc sĩ người Việt Nam Tuấn Cry. Tuấn Cry sáng tác toàn bộ bài hát này với khâu sản xuất do Masew đảm nhận. "Bắc Bling" sử dụng nhạc cụ dân tộc như đàn nguyệt, sáo, nhị, trống nhưng được phối khí theo phong cách mới với tiết tấu nhanh. Bài hát thuộc thể loại dân ca truyền thống kết hợp với phong cách hip hop hiện đại. Ngoài chầu văn và quan họ, "Bắc Bling" còn lồng ghép những loại hình ca hát đặc trưng của Bắc Bộ như xẩm và chèo. Cả MV lẫn bài hát cùng được phát hành vào tối ngày 1 tháng 3 năm 2025. MV do Nhu Đặng đạo diễn, tái hiện nhiều nét văn hóa tại vùng Kinh Bắc.

## Bối cảnh
Ca sĩ Hòa Minzy là một nghệ sĩ có xuất thân từ Bắc Ninh và đã ấp ủ dự án "Bắc Bling" từ khoảng đầu đến giữa năm 2023. Trong dự án này, cô lựa chọn hợp tác với nhạc sĩ Tuấn Cry đồng hương và nhà sản xuất Masew để lần lượt sáng tác và sản xuất bài hát. Trước đó, Hòa Minzy từng hợp tác với Tuấn Cry qua ca khúc "Kén cá chọn canh" (2024). Tuấn Cry sáng tác "Bắc Bling" trong khoảng một tuần. Sau đó, anh gửi bản demo cho Hòa Minzy và nữ ca sĩ đã ưng ý ngay, lập tức lên ý tưởng chủ đề kế tiếp. Tên gọi "Bắc Bling" kết hợp giữa "Bắc Ninh" và "Bling", từ lóng chỉ sự lấp lánh, tỏa sáng.
Theo lời dặn của Tuấn Cry, Hòa Minzy đã liên hệ với nghệ sĩ hài Xuân Hinh để mời ông tham gia góp giọng cũng như đóng MV. Xuân Hinh nhận lời từ Hòa Minzy sau khi nghe ý tưởng thực hiện và tham gia phần rap của "Bắc Bling". Về việc này, Hòa Minzy cho biết "chú [Xuân Hinh] cũng là người con của quê hương Bắc Ninh. Tôi nghĩ mình phải mời được [chú ấy] thì dự án mới thực sự ý nghĩa và trở nên tuyệt vời hơn." Xuân Hinh khẳng định rap không phải là vấn đề đối với ông do phong cách thể hiện này đã xuất hiện trong bài chòi, quan họ và chèo từ những thế kỷ trước thông qua việc gieo vần, luyến láy và nhịp điệu. Xuân Hinh bảo rằng ông thể hiện rap không phải là sự phá cách mà là đưa nghệ thuật truyền thống hòa vào thời đại mới. Ngoài ra, Hòa Minzy còn trực tiếp đến buổi hòa nhạc Anh trai vượt ngàn chông gai để mời nghệ sĩ từ Bắc Ninh khác là Tự Long tham gia dự án "Bắc Bling", nhưng ông đã từ chối do bận việc.

## Nhạc và lời
"Bắc Bling" thuộc thể loại dân ca truyền thống kết hợp với phong cách hip hop điện tử hiện đại. Masew sản xuất bài hát bằng cách sử dụng nhiều loại nhạc cụ dân tộc như đàn nguyệt, sáo, đàn nhị, trống nhưng được phối khí theo phong cách mới với tiết tấu nhanh. Ngoài hát văn và quan họ, bài hát còn lồng ghép những loại hình ca hát đặc trưng của Bắc Bộ như xẩm và chèo. Một phần ca từ của "Bắc Bling" được lấy cảm hứng từ các câu quan họ trong bài "Ăn một miếng trầu" và "Người ở đừng về".
Phần nhạc dạo đầu của "Bắc Bling" mang âm hưởng của nhạc cụ trống và kèn, cùng với bốn câu ngân của Xuân Hinh: "Ta về ta tắm ao ta, dù trong dù đục ao nhà vẫn hơn / Tình quê son sắt keo sơn, hương đồng gió nội cây rơm đợi chờ". Tiếp đến là lời quảng bá du lịch: "Mời anh về Bắc Ninh em chơi thăm. Lễ hội nô nức đông vui quanh năm. Qua đền Bà Chúa cầu lộc cầu tài." Hòa Minzy cất điệu hò sau đoạn nhạc nhanh với tiết tấu dồn dập. Sau đó, cô thể hiện những câu hát bằng tông giọng cao đậm tính quan họ. Nhiều câu gieo vần xuất hiện xuyên suốt "Bắc Bling" như "Mời anh về Bắc Ninh em chơi thăm, lễ hội nô nức đông vui quanh năm", "Bắc Ninh vốn trọng chữ tình/ Nón quai thao em đợi ở sân đình", trong đó các đoạn rap của Xuân Hinh và Tuấn Cry liên tục nhắc đến Quan họ như "nón quai thao em đợi ở sân đình", "tấm lòng son sắt, ta ngân nga câu quan họ", "sáng như đêm trăng rằm hội Lim".

## Nhận xét và đánh giá
Sau khi "Bắc Bling" được phát hành, từ khóa bling trở thành một cụm từ xu hướng. Thanh Hương từ báo Lao Động ca ngợi lời bài hát "Bắc Bling" là "gần gũi" và cho biết chưa có tiền lệ một bài hát nhạc trẻ nào "kể câu chuyện về chất dân gian, văn hóa, âm nhạc truyền thống của Bắc Ninh tạo hiệu ứng lan tỏa tích cực đến vậy." Quỳnh Như của Hoa Học Trò ca ngợi lời bài hát "Bắc Bling" là "thời thượng" và những phân đoạn truyền tải văn hóa bằng rap đã gợi liên tưởng đến "À lôi" của rapper Double2T. Cô đánh giá phần phối khí của Masew là 10 điểm và bảo rằng ca khúc đánh dấu sự trở lại "lấp lánh" của Hòa Minzy khi làm tốt vai trò giải trí và màu sắc "tươi trẻ – tinh nghịch – dí dỏm." Đánh giá chung về dự án âm nhạc "Bắc Bling", nhà báo Thanh Hà từ Pháp Luật Việt Nam tôn vinh bài hát thể hiện sự trưởng thành trong tư duy nghệ thuật và đem lại những giá trị tinh thần. Cô khen Hòa Minzy đã chứng minh mình không chỉ sở hữu chất giọng khỏe mà còn là một nghệ sĩ nghiêm túc trong âm nhạc và đáng nhận được sự chú ý nhất. Giới chuyên môn cũng dành nhiều lời khen ngợi cho "Bắc Bling" như nhạc sĩ Bùi Huy Tuấn ca ngợi Hòa Minzy xuất sắc trong việc thể hiện dòng nhạc dân ca–crossover phù hợp với thời đại và nữ ca sĩ đã có thể tự do trong âm nhạc của chính mình như "Thị Mầu". Nhạc sĩ Giáng Son nhận xét nhạc phẩm bắt tai, dễ nghe. NSND Xuân Bắc, Cục trưởng Cục Nghệ thuật biểu diễn không chỉ dành những lời khen ngợi cho Hòa Minzy mà anh còn đánh giá cao phần rap của Xuân Hinh trong "Bắc Bling".

## Video âm nhạc

### Bối cảnh
Nhu Đặng và Ngô Đài Trang lần lượt đảm nhận vai trò đạo diễn và biên kịch cho MV "Bắc Bling". Quá trình thực hiện MV diễn ra từ ngày 13 đến 15 tháng 1 năm 2025. Sau khi Hòa Minzy đưa ra ý tưởng và kế hoạch thực hiện lẫn ra mắt MV "Bắc Bling" tại địa phương, nhiều người dân và các khu phố đã tổ chức họp và triển khai kế hoạch cụ thể bao gồm phân công trưởng, tiểu ban, để mọi việc diễn ra suôn sẻ. Nhằm thực hiện dự án âm nhạc lẫn ghi hình MV "Bắc Bling", Hòa Minzy đã xin phép và được chấp thuận từ lãnh đạo tỉnh Bắc Ninh. Sở Văn hóa, Thể thao và Du lịch Bắc Ninh, Trung tâm Bảo tồn di tích và Xúc tiến du lịch tỉnh và chính quyền Bắc Ninh cũng tham gia hỗ trợ và tạo điều kiện thuận lợi cho dự án này.
MV "Bắc Bling" có sự góp mặt của Xuân Hinh cùng số lượng người tham gia lên đến hơn 500 bao gồm các vũ công, diễn viên quần chúng và gần 300 người dân ở mọi độ tuổi sinh sống tại khu phố Lạc Xá, phường Quế Tân, thị xã Quế Võ. Đội ngũ thực hiện MV bàn về hậu trường rằng "tất cả bà con trong làng đều đồng lòng, vui vẻ góp mặt để cùng [Hòa Minzy] thực hiện dự án này." Hòa Minzy hé lộ trước đây, cô chỉ thuê diễn viên quần chúng trong sản phẩm âm nhạc của mình. Tuy nhiên đến với "Bắc Bling", diễn viên tham gia trong MV của cô đều là những người thân từ quê hương nữ ca sĩ. Hòa Minzy cho rằng đây là "một điều chưa từng có." Nữ ca sĩ tiết lộ rằng các diễn viên tham gia MV của cô tuy nhận được thù lao chỉ "một chai nước mắm, một túi hạt nêm, một đôi dép và một phong bì lì xì không đáng kể", nhưng chưa chắc có được sự hợp tác từ họ như vậy kể cả khi có nhiều kinh phí.
Đội ngũ thiết kế khoảng 500 bộ trang phục khác nhau cho toàn bộ diễn viên, đa dạng như áo the khăn đóng và áo tứ thân yếm lụa. Áo chần bông của các cụ già do nhà thiết kế Quyên Nguyễn may, giá vài triệu đồng mỗi chiếc. Nhu Đặng kể anh và Ngô Đài Trang đã phải tinh toán tỉ mỉ sao cho ba nghệ sĩ Hòa Minzy, Xuân Hinh và Tuấn Cry đều thể hiện tốt mà vẫn truyền tải được tinh thần một cách khéo léo. Về chất liệu thực hiện, Nhu Đặng khẳng định Bắc Ninh là một tỉnh thành có nhiều văn hóa vật thể lẫn phi vật thể "đậm chất Kinh Bắc" nên rất hoàn hảo để khai thác và sáng tạo. Không chỉ dừng lại ở liệt kê, đội ngũ muốn mang đến "một làn gió mới" là sự kết hợp phong cách truyền thống và hiện đại. Rapper Neko Lê ước đoán phần sản xuất tốn khoảng 4 đến 5 tỷ đồng trong khi ở buổi họp báo giới thiệu MV, Hòa Minzy không tiết lộ con số cụ thể mà chỉ cho biết kinh phí bằng "một căn chung cư cao cấp".

### Phát hành và nội dung
Trước khi ra mắt MV, Hòa Minzy tổ chức một buổi họp báo ra mắt sản phẩm tại nhà Văn hóa khu phố Lạc Xá vào tối ngày 1 tháng 3 năm 2025. Cô và gia đình đã "mở cỗ khao làng" nhằm tri ân tất cả người dân trong làng đã đóng góp cho MV của cô. Các nghệ sĩ đến từ Anh trai vượt ngàn chông gai như Jun Phạm, Duy Khánh, Quốc Thiên, cùng với Trúc Nhân và Rhyder đều tích cực quảng bá cho MV "Bắc Bling". Ngoài ra, người mẫu Đoàn Thiên Ân, Nguyễn Thúc Thùy Tiên và Bùi Xuân Hạnh cũng tham gia lan tỏa MV bằng cách quay video biến hình trên TikTok. Cầu thủ bóng đá Nguyễn Văn Toàn xuất hiện trong một video quảng bá cho dự án và tham dự sự kiện ra mắt MV để ủng hộ Hòa Minzy.
MV "Bắc Bling" mở màn bằng hình ảnh đoàn lân sư rồng và Hòa Minzy xuất hiện cùng chiếc nón quai thao, diện áo yếm đính hoa, áo dài cách tân, đầm cổ yếm do nhà thiết kế Cao Minh Tiến thực hiện theo phong cách dân gian kết hợp đương đại. Tiếp đến, MV chiếu loạt hình ảnh thân thiết giữa những người dân sinh sống tại Bắc Ninh. MV cài cắm rất nhiều hình ảnh, di sản văn hóa vật thể lẫn phi vật thể của tỉnh này như tín ngưỡng thờ Mẫu Tam Phủ, dân ca quan họ, hội Lim, tranh dân gian Đông Hồ và bánh phu thê. Các địa danh Bắc Ninh xuất hiện trong MV gồm có khu di tích Đền Đô, nhà hát Quan họ, đền Bà Chúa Kho, làng gốm Xóm Chợ, làng gốm Thôn Đoàn Kết, làng gốm Phù Lãng, chùa Dâu và đường đê Làng Hữu Chấp. MV có sự xuất hiện của một số tập tục của người Việt nói chung như têm trầu, nhuộm răng đen, lễ vinh quy bái tổ như giữa MV có phân cảnh xuất hiện bà cụ gần 90 tuổi cười móm mém, được một số người ví đây là "nụ cười Bắc Ninh". Xuân Hinh xuất hiện trong MV mặc áo dài, đội khăn xếp, đeo kính đen để rap kết hợp nhún nhảy. Phân cảnh Xuân Hinh và Tuấn Cry hát đối đáp với nhau chiếm thời lượng dài được Nhu Đắng lấy cảm hứng bức tranh Đám cưới chuột. Kế đến, MV chiếu phân đoạn nhảy ke đầu và khoảnh khắc nhiều thế hệ trong gia đình cùng tham gia vào các lễ hội gồm 300 nhân vật khách mời tham gia kéo co và thờ Tam Phủ.

### Đón nhận
Sau 10 giờ kể từ khi phát hành, MV "Bắc Bling" vượt mốc 1 triệu lượt xem và xuất hiện vào top 3 âm nhạc thịnh hành của YouTube. Tròn một ngày ra mắt, MV thu hút 3,3 triệu lượt xem, vươn lên dẫn đầu xu hướng âm nhạc YouTube và lọt top 11 video được xem nhiều nhất trên thế giới trong vòng 24 giờ, đạt vị trí thứ 42 xu hướng âm nhạc trên thế giới, thứ 21 xu hướng âm nhạc tại Úc và Hàn Quốc. Chiều ngày 29 tháng 3, sau gần 1 tháng ra mắt, "Bắc Bling" chính thức đạt 100 triệu lượt xem, đánh dấu MV đầu tiên trong năm 2025 đạt 100 triệu lượt xem và cũng là một trong những MV đạt được con số trên nhanh nhất Việt Nam. Sáng ngày 22 tháng 5, MV đã cán mốc 200 triệu lượt xem sau 81 ngày phát hành, nhanh nhất trong lịch sử Vpop. Sau khi thưởng thức MV "Bắc Bling", khán giả bày tỏ ấn tượng và dành nhiều lời khen trước tâm huyết đầu tư và chịu khó của Hòa Minzy để thực hiện một sản phẩm âm nhạc giới thiệu du lịch văn hóa Bắc Ninh. Nhiều người đã để ý được những địa danh và di sản trong MV và lên kế hoạch đến Bắc Ninh sau khi thưởng thức nhạc phẩm. Nhằm hưởng ứng hiệu ứng lan truyền của MV "Bắc Bling", sở Văn hóa, Thể thao và Du lịch tỉnh Bắc Ninh công bố kế hoạch tổ chức các chuyến tham quan du lịch miễn phí từ ngày 8 tháng 3 đến ngày 30 tháng 6 năm 2025, trong đó có ghé qua nhiều địa điểm xuất hiện trong MV.
Thanh Hương từ Lao Động nhận xét MV hoàn toàn thể hiện nét đẹp của tỉnh Bắc Ninh không chỉ về mặt nghệ thuật mà còn về mặt văn hóa và xã hội. Cùng tờ báo, Huyền Chi để ý được những khay trầu têm cánh phượng ít nhận thấy và phân cảnh cụ già nở nụ cười gợi nhớ bài thơ "Bên kia sông Đuống" của nhà thơ Hoàng Cầm, cũng là tác phẩm ca ngợi vẻ đẹp Kinh Bắc. Hoàng Văn Minh thì cho rằng MV hoàn toàn tạo được cú hích mạnh mẽ trên nền tảng số nhờ việc thoát khỏi công thức điển hình gồm "ghi hình–chèn nhạc–liệt kê danh lam thắng cảnh" ở những MV của nghệ sĩ khác trước đó. Anh khẳng định cần nhiều sản phẩm tương tự như "Bắc Bling" hơn nữa để phát triển và quảng bá du lịch Việt Nam hiệu quả hơn. Quỳnh Như từ Hoa Học Trò đánh giá MV "mang đậm tinh thần trẻ trung" và những lồng ghép văn hóa đã tạo nên "câu chuyện văn hóa vừa có tính nhân văn, vừa giữ trọn được sự thân thuộc gần gũi." Thanh Hà từ báo Pháp Luật Việt Nam khẳng định không chỉ hình ảnh chuyên nghiệp mà yếu tố trang phục còn giúp MV chiếm cảm tình từ khán giả khi "vừa mang nét hoài cổ vừa có sự phá cách đầy thời thượng." Qua đó, nhà báo khẳng định MV đã tôn vinh giá trị văn hóa truyền thống "trong một diện mạo mới."
Neko Lê nể phục đồng nghiệp vì sự "chịu chơi", trong khi ca sĩ Tùng Dương cho rằng Hòa Minzy khôn khéo khi tận dụng các chất liệu từ Bắc Ninh. Anh đánh giá cao phong cách dựng phim đậm tính thẩm mỹ của đoàn phim. Nhạc sĩ ViruSs cho rằng Xuân Hinh góp công lớn trong MV khiến anh "nổi da gà" ngay từ câu đầu tiên. Cả Giáng Son và Tùng Dương cho rằng ý tưởng văn hóa dân gian không mới do từng được một số ca sĩ như Hoàng Thùy Linh thực hiện nhưng Hòa Minzy lại có màu sắc và sáng tạo riêng cho dự án. Tuy nhiên MV "Bắc Bling" cũng từng gặp phải ý kiến trái chiều khi nhiều người cho rằng việc đặt tên ca khúc cách điệu không những không phù hợp với việc thể hiện chủ đề văn hóa mà còn làm mất đi sự trong sáng của tiếng Việt. Mặc dù vậy, lãnh đạo tỉnh Bắc Ninh vẫn chấp thuận với nhan đề cách điệu này từ lúc Hòa Minzy làm việc trực tiếp về tên gọi "Bắc Bling" và Giáng Son cho rằng chính sự tranh cãi cũng là một bằng chứng cho thấy dự án được lan tỏa và đạt thành công lớn. Tại buổi gặp mặt và đối thoại với thanh niên Việt Nam tiêu biểu nhân kỷ niệm 94 năm thành lập Đoàn thanh niên Cộng sản Hồ Chí Minh diễn ra vào chiều ngày 24 tháng 3, Thủ tướng Phạm Minh Chính đã nhắc đến MV "Bắc Bling" như một điểm sáng tạo động lực, truyền cảm hứng, làm mới lại nền văn hóa đậm đà bản sắc dân tộc.

## Khen thưởng
Hòa Minzy trở thành nghệ sĩ âm nhạc đại chúng Việt Nam đầu tiên ra mắt sản phẩm âm nhạc tại nơi mình sinh ra và lớn lên. Nữ ca sĩ cùng đội ngũ dự án nhận bằng khen của chủ tịch UBND tỉnh Bắc Ninh Vương Quốc Tuấn nhờ những cống hiến của họ trong việc quảng bá và tôn vinh giá trị văn hóa truyền thống Bắc Ninh. Chia sẻ về bằng khen, Hòa Minzy cho biết đây là niềm mong mỏi suốt nhiều năm qua và cô đã "có thêm nhiều động lực cho con đường nghệ thuật sắp tới. Tôi đã có hơn 10 năm hoạt động nghệ thuật nhưng khi nhận được sự ghi nhận của các lãnh đạo tỉnh, bản thân thật sự rất hạnh phúc."

## Bảng xếp hạng
| Bảng xếp hạng (2025)       | Vị trí cao nhất |
| -------------------------- | --------------- |
| Việt Nam (IFPI)            | 1               |
| Việt Nam (Vietnam Hot 100) | 2               |